# Ермолаев, Дмитрий Сергеевич
Дми́трий Серге́евич Ермола́ев (1843—1894) — русский анатом, доктор медицины.

## Биография
Родился 28 марта (9 апреля) 1843 года в Москве, в семье дворян Саратовской губернии.
В 1867 году окончил Императорскую медико-хирургическую академию со званием лекаря; оставлен при академии и с 28 декабря прикомандирован к военно-клиническому госпиталю. С 3 апреля 1869 года исправлял в академии должность прозектора при кафедре анатомии. После защиты диссертации «О синовиальных влагалищах мышц стопы» (СПб., 1872) 5 февраля 1872 года был удостоен степени доктора медицины и 12 апреля определён прозектором, а 22 мая того же года был избран экстраординарным профессором по кафедре физиологической анатомии Казанского университета; с 3 мая 1876 года — ординарный профессор.
От службы был уволен 12 марта 1891 года из-за тяжёлой душевной болезни. Умер в Казани 21 октября (2 ноября) 1894 года.